# 無目

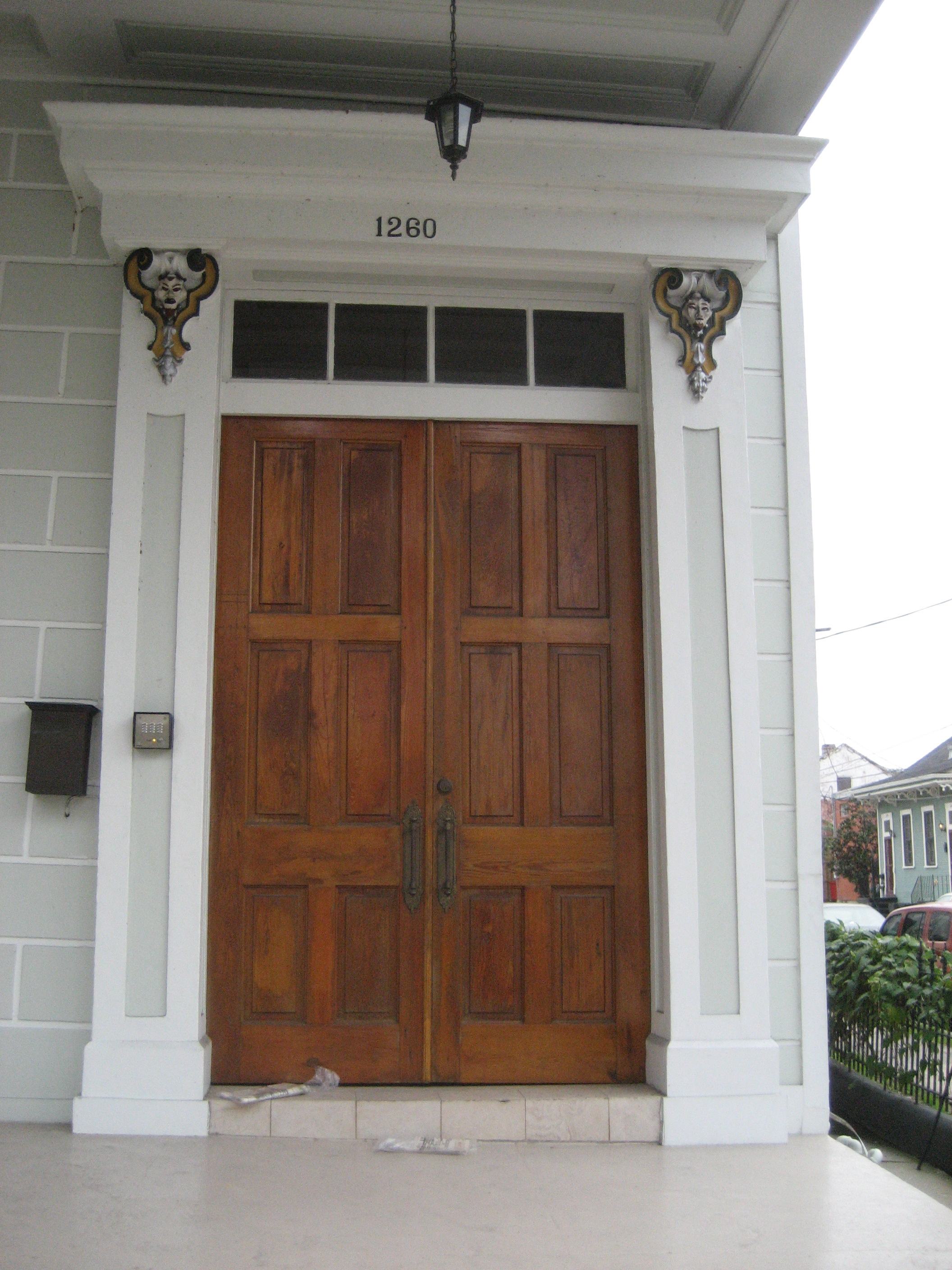
ドアと明り取りの窓を分ける無目

無目（近年ではむめ、古来よりぬめ）とは、建築（木造、特に造作）用語である。
木造建築に於いて、溝を衝いていない鴨居の事。開き戸（ドア）の鴨居部分の事。
建具（英語: transom）用語では、上下につながった窓（段窓）や上部に明り取りの窓がついたドアでは上下を仕切る部材を、カーテンウォールでは横桟（さん）部材を指して言う。
英語名の"transom"は欄間をさす事もあることから、無目の部材をさす場合は特に"transom bar"と言う場合もある。この発音はカタカナにすると「トランサム」であるが、サッシ業界ではにごって「トランザム」と呼ばれることがある。縦を強調したカーテンウォールを「トランザムタイプ」のように使っている。